# Nordiska Rovdjursnätverket
Nordiska Rovdjursnätverket var ett oberoende nätverk för rovdjursintresserade personer och organisationer i och utanför Sverige för att organisera skyddet av rovdjursstammar i Norden. Nätverket startades 2005 som Rovdjursnätverket av Kerstin Alm på Naturskyddsföreningens Länsförbund i Värmland. Det ombildades till Nordiska Rovdjursnätverket 12 november 2009.

## Beskrivning
Nordiska Rovdjursnätverket ville värna om Nordens rovdjur och främja ett samarbete mellan miljöorganisationer i Norden gällande rovdjur. Med rovdjursstammar menas varg, björn, lodjur, järv, fjällräv, mårddjur samt rovfåglar. De ville ge rovdjursintresserade människor i Sverige med grannländer bättre möjligheter att kommunicera med varandra, samt verka för att rovdjuren skulle kunna återta sin ekologiska roll i naturen. Kring 2014 var inte längre organisationen aktiv.

## Manifestationer
Nordiska Rovdjursnätverket genomförde ett antal manifestationer, bland annat den 17 januari 2010 på Mynttorget i Stockholm då man manifesterade mot licensjakt på varg. Den 4 februari 2010 genomfördes Vargens Dag i Örebro i samarbete med bland andra Svenska Rovdjursföreningen och Djurrättsalliansen.